# Візе (річка)
Ві́зе (нім. Wiese) — річка довжиною 57,8 км 
, 
права притока Рейну на південному заході Німеччини та в північно-західній Швейцарії.
Від свого витоку в Баден-Вюртемберзі в Південному Шварцвальді на горі Фельдберг, тече через район Брайсгау-Верхній Шварцвальд, а потім переважно через район Леррах і через численні населені пункти та місто Леррах. 
Після перетину кордону нижня течія річки проходить через кантон Базель-Штадт, головним чином через місто Базель і через його район Кляйн-Базель перед впадінням у Високий Рейн.
Долина Візе, яка дренує водозбірний басейн площею 455 км²; орієнтована приблизно на південний захід. 
Її найбільшою притокою є Мала Візе (Кляйн-Візе), яка впадає з півночі.

## Географія

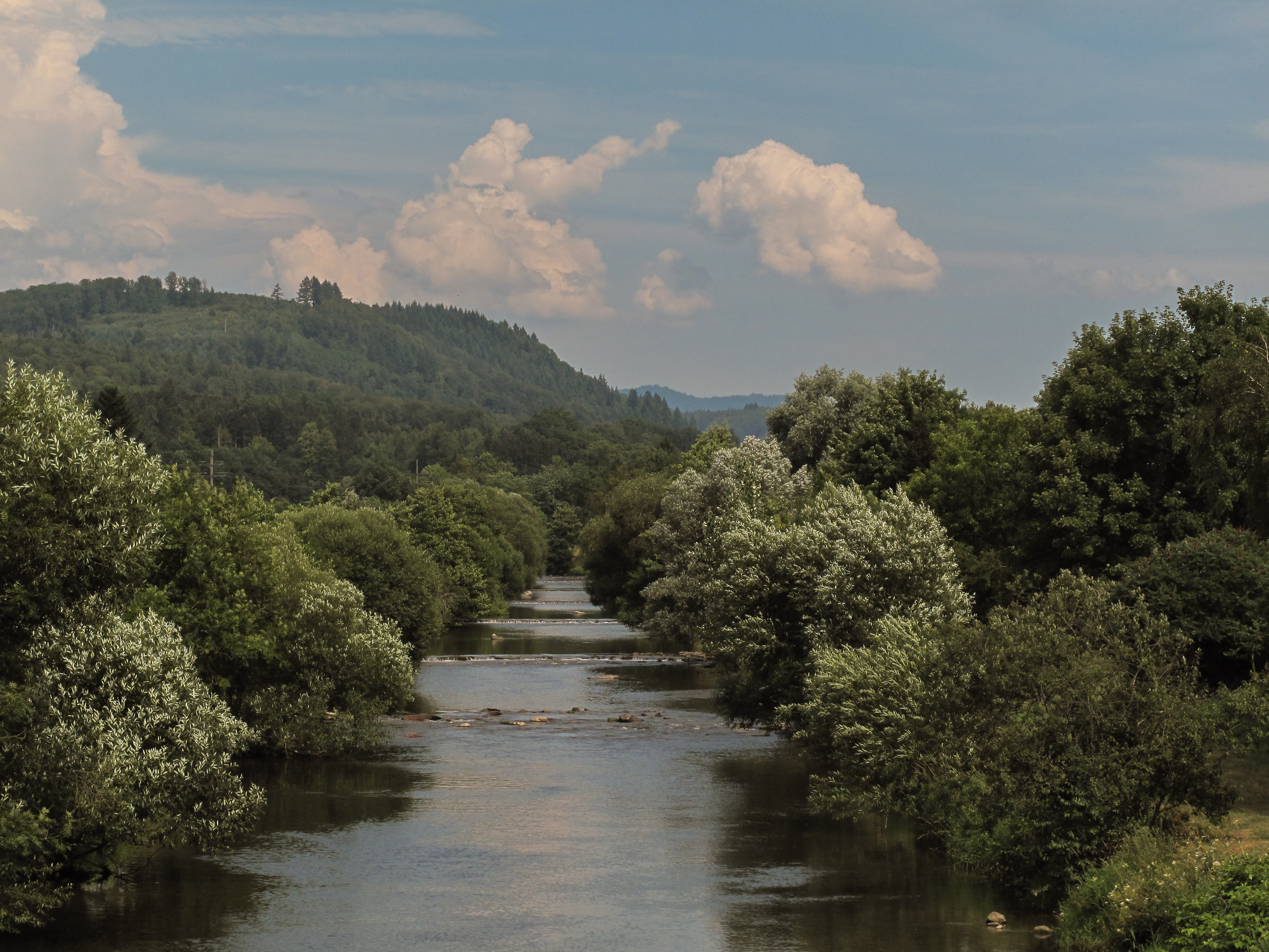
Візе біля Штайнена

Візе має витоки у Шварцвальді в природному парку Південний Шварцвальд. Його джерело, Візенквелле, лежить в районі Брайсгау-Верхній Шварцвальд, безпосередньо на захід від Гебельгофу у муніципалітеті Фельдберг, між Фельдбергом (1493 м над  рівнем моря), найвищою горою в хребті, на північному заході та Графенматтом ( 1377,6 м) на південно-південному заході (близько 1218 м). 

Ділянка траси B 317 від Фельдберг-Орт через Гебельгоф до Тодтнау проходить повз джерело за кілька метрів на північ.
Візе перетинає район Леррах трохи нижче свого витоку. 
Тече через Шварцвальд, спочатку в південно-західному напрямку вздовж B 317 через долину Візенталь. 
Виходячи з Фельдберга, вона тече, оточена крутими схилами гір Високого Шварцвальду, повз хутори Фаль і Бранденберг, як гірський потік, і через село Тодтнау. 
Звідти прямує до/через Баднау, повз Гешвенд, через села Утценфельд, Шенау-ім-Шварцвальд, Вембах, Френд, Мамбах, Аценбах і Целль-ім-Візенталь.

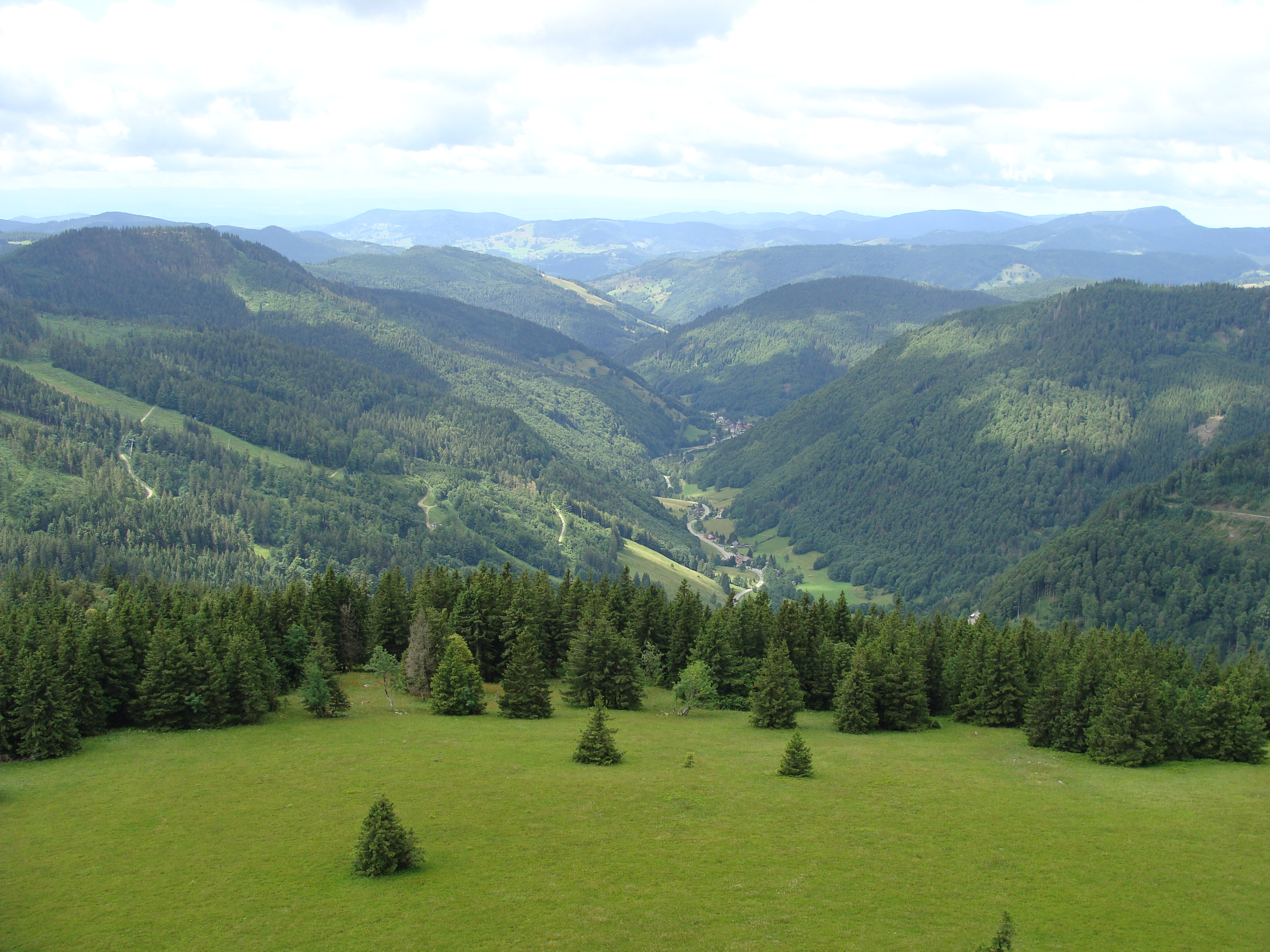
Сформована льодовиком верхня долина Візе від Зеебука

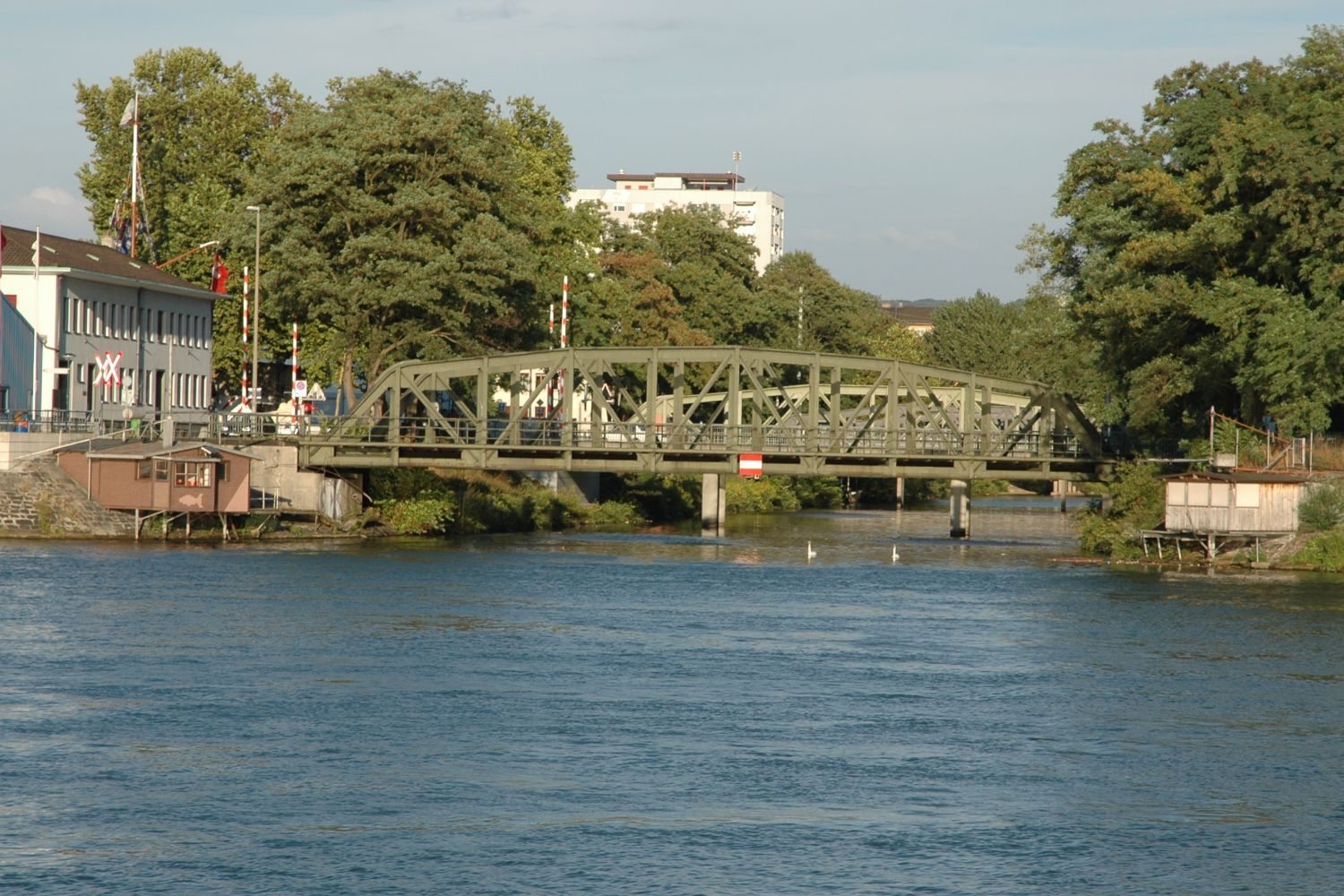
Візе впадає в Рейн між двома кварталами Базеля Кляйнгюнінген і Клайбек.

Між Целлем і Гаузеном вузька Шварцвальдська долина Візе відкривається в широку рівнину, в якій Візе спочатку тече через Фарнау, а потім через Шопфгайм. 
Там вона повертає на захід і відокремлює Шварцвальд від Дінкельберга.
Після Шопфгайма, тече через села Ґюнденгаузен, Маульбург, Гельштайн і Штайнен, а також квартали Лерраху Гауінген , Бромбах і Гааген, перш ніж перетнути автостраду A 98, потім Тумринген, сам Леррах і Штеттен.
За мостом залізниці Вайль-на-Рейні — Леррах в Штеттені,  Візе залишає територію Німеччини та останні 6 км тече Швейцарією, спочатку через муніципалітет Рієн. 
Німецький муніципалітет Вайль-на-Рейні, який межує на північному заході з Рієном, не доходить до Візе; але коротка ділянка Мюлетайх, рукав річки, протікає через Вайль-на-Рейні. 
Після виходу з Рієну, в районі Кляйн-Базеля, річка перетинає швидкісну залізницю Карлсруе — Базель.
Візе впадає у Високий Рейн між Кляйн-Базельськими кварталами Клайбек на півдні та Кляйнгюнінген на півночі на висоті 244 м над рівнем моря. 

Трохи далі на південь Високий Рейн стає Верхнім Рейном на Базельській луці. Безпосередньо на північний-північний схід від місця злиття Візе та Рейну розташований Базельський порт, а навпроти впадіння, на заході, на протилежному боці Рейну знаходиться французький муніципалітет Унінг.

### Притоки
Найбільшою притокою Візе є Кляйне-Візе, яка дала назву муніципалітету Кляйнес-Візенталь, що має дві твірні, Бельхен-Візе (має витоки на південних схилах Бельхену) і Кельгартен-Візе (має витоки на південний захід від Бельхену на південних схилах Кельгартену) , які зливаються в Тегернау. 
Звідти Кляйне-Візе тече на південь і впадає в Гроссе-Візе на захід від Шопфгайму.